# تپه کاسه کران ۱
تپه کاسه کران ۱ مربوط به عصر آهن است و در شهرستان گیلانغرب، بخش مرکزی، دهستان چله، جنوب روستای کاسه کران واقع شده و این اثر در تاریخ ۲۶ اسفند ۱۳۸۷ با شمارهٔ ثبت ۲۵۶۲۸ به‌عنوان یکی از آثار ملی ایران به ثبت رسیده است.